# クリフォード男爵

クリフォード家の紋章

クリフォード男爵（英語: Baron Clifford）は、イギリスの男爵位。イングランド王国とスコットランド王国の合同前にイングランドで創設されたイングランド貴族である。
1628年2月17日にヘンリー・クリフォードが貴族院へ召集されたことに始まる。これは父親の第4代カンバーランド伯爵フランシス・クリフォードが従属称号（英語: subsidiary title）として保持していたドゥ・クリフォード男爵の爵位によって繰上勅書で召集されたものだったが、実際は第4代カンバーランド伯爵はドゥ・クリフォード男爵を保持していなかったために「クリフォード男爵位が新しく創設された」とされたものである。
第5代カンバーランド伯爵兼初代クリフォード男爵は1643年に死去した。彼には娘しかいなかったためカンバーランド伯爵は断絶したが、議会召集令状（英語: writ of summons）によって創設された爵位であるクリフォード男爵は女子・女系での継承が可能であり、一人娘のエリザベスが相続した。第2代クリフォード女男爵エリザベスが結婚した初代バーリントン伯爵リチャード・ボイルは初代コーク伯爵リチャード・ボイルの息子で、1643年にコーク伯爵を相続、1644年にレインズボロのクリフォード男爵に叙爵、1664年にバーリントン伯爵に陞叙された。
以後クリフォード男爵位は代々のバーリントン伯爵に従属称号として継承された。1753年に第3代バーリントン伯爵リチャード・ボイルが男子なく死去したためバーリントン伯爵は断絶したが、コーク伯爵位は初代バーリントン伯爵の弟の曾孫である第5代オーラリー伯爵ジョン・ボイルによって、クリフォード男爵位は一人生き残っていた最後の娘でハーティントン侯爵ウィリアム・キャヴェンディッシュ（後の第4代デヴォンシャー公爵）夫人となっていたシャーロットによって相続された。
これによってクリフォード男爵位はデヴォンシャー公爵家に渡ったが、1858年に第6代デヴォンシャー公爵ウィリアム・キャヴェンディッシュが未婚のまま死去すると、第5代デヴォンシャー公爵ウィリアム・キャヴェンディッシュの二人の娘（第6代カーライル伯爵ジョージ・ハワード夫人ジョージアナと初代グランヴィル伯爵グランヴィル・ルーソン＝ゴア夫人ハリエット）が女子共同相続人の abeyance となった。以後2016年現在まで二人の子孫はいずれも絶えていないため、クリフォード男爵位は保持者不在状態が続いている。

## クリフォード男爵 （1628年）
- 初代男爵ヘンリー・クリフォード（英語版）（1591年 - 1643年）
  - 1641年、カンバーランド伯爵を相続。
  - 1643年、カンバーランド伯爵断絶。
- 第2代女男爵エリザベス・ボイル（1613年 - 1691年）
- 第3代男爵・第3代ダンガーヴァン子爵チャールズ・ボイル（1639年 - 1694年）
- 第4代男爵・第2代バーリントン伯爵・第3代コーク伯爵チャールズ・ボイル（1660年 - 1704年）
- 第5代男爵・第3代バーリントン伯爵・第4代コーク伯爵リチャード・ボイル（1694年 - 1753年）
  - 1753年、バーリントン伯爵断絶。コーク伯爵位は縁戚の第5代オーラリー伯爵（英語版）ジョン・ボイルに継承された[1]:78。
- 第6代女男爵シャーロット・キャヴェンディッシュ（1731年 - 1754年）
- 第7代男爵・第5代デヴォンシャー公爵ウィリアム・キャヴェンディッシュ（1748年 - 1811年）
- 第8代男爵・第6代デヴォンシャー公爵ウィリアム・スペンサー・キャヴェンディッシュ（英語版） （1790年 - 1858年）
  - 1858年、クリフォード男爵は保持者不在（abeyance）となる。

## 系譜図
|  |  |  |  |  |  |                                                          |                                                          | リチャード・ボイル 初代コーク伯爵 初代ダンガーヴァン子爵                        | リチャード・ボイル 初代コーク伯爵 初代ダンガーヴァン子爵                        | リチャード・ボイル 初代コーク伯爵 初代ダンガーヴァン子爵                        | リチャード・ボイル 初代コーク伯爵 初代ダンガーヴァン子爵                        | リチャード・ボイル 初代コーク伯爵 初代ダンガーヴァン子爵                        | リチャード・ボイル 初代コーク伯爵 初代ダンガーヴァン子爵                        | |                                              |                                              |                                              |                                              |                                              | ヘンリー・クリフォード 第5代カンバーランド伯爵 初代クリフォード男爵 | ヘンリー・クリフォード 第5代カンバーランド伯爵 初代クリフォード男爵 | ヘンリー・クリフォード 第5代カンバーランド伯爵 初代クリフォード男爵 | ヘンリー・クリフォード 第5代カンバーランド伯爵 初代クリフォード男爵 | ヘンリー・クリフォード 第5代カンバーランド伯爵 初代クリフォード男爵 | ヘンリー・クリフォード 第5代カンバーランド伯爵 初代クリフォード男爵 |  |  |  |  |  |  |  |  |  |  |  |  |  |  |  |  |
|  |  |  |  |  |  |                                                          |                                                          | リチャード・ボイル 初代コーク伯爵 初代ダンガーヴァン子爵                        | リチャード・ボイル 初代コーク伯爵 初代ダンガーヴァン子爵                        | リチャード・ボイル 初代コーク伯爵 初代ダンガーヴァン子爵                        | リチャード・ボイル 初代コーク伯爵 初代ダンガーヴァン子爵                        | リチャード・ボイル 初代コーク伯爵 初代ダンガーヴァン子爵                        | リチャード・ボイル 初代コーク伯爵 初代ダンガーヴァン子爵                        | |                                              |                                              |                                              |                                              |                                              | ヘンリー・クリフォード 第5代カンバーランド伯爵 初代クリフォード男爵 | ヘンリー・クリフォード 第5代カンバーランド伯爵 初代クリフォード男爵 | ヘンリー・クリフォード 第5代カンバーランド伯爵 初代クリフォード男爵 | ヘンリー・クリフォード 第5代カンバーランド伯爵 初代クリフォード男爵 | ヘンリー・クリフォード 第5代カンバーランド伯爵 初代クリフォード男爵 | ヘンリー・クリフォード 第5代カンバーランド伯爵 初代クリフォード男爵 |  |  |  |  |  |  |  |  |  |  |  |  |  |  |  |  |
|  |  |  |  |  |  |                                                          |                                                          | リチャード・ボイル 初代バーリントン伯爵 第2代コーク伯爵 第2代ダンガーヴァン子爵 | リチャード・ボイル 初代バーリントン伯爵 第2代コーク伯爵 第2代ダンガーヴァン子爵 | リチャード・ボイル 初代バーリントン伯爵 第2代コーク伯爵 第2代ダンガーヴァン子爵 | リチャード・ボイル 初代バーリントン伯爵 第2代コーク伯爵 第2代ダンガーヴァン子爵 | リチャード・ボイル 初代バーリントン伯爵 第2代コーク伯爵 第2代ダンガーヴァン子爵 | リチャード・ボイル 初代バーリントン伯爵 第2代コーク伯爵 第2代ダンガーヴァン子爵 | |                                              |                                              |                                              |                                              |                                              | エリザベス・クリフォード 第2代クリフォード女男爵                    | エリザベス・クリフォード 第2代クリフォード女男爵                    | エリザベス・クリフォード 第2代クリフォード女男爵                    | エリザベス・クリフォード 第2代クリフォード女男爵                    | エリザベス・クリフォード 第2代クリフォード女男爵                    | エリザベス・クリフォード 第2代クリフォード女男爵                    |  |  |  |  |  |  |  |  |  |  |  |  |  |  |  |  |
|  |  |  |  |  |  |                                                          |                                                          | リチャード・ボイル 初代バーリントン伯爵 第2代コーク伯爵 第2代ダンガーヴァン子爵 | リチャード・ボイル 初代バーリントン伯爵 第2代コーク伯爵 第2代ダンガーヴァン子爵 | リチャード・ボイル 初代バーリントン伯爵 第2代コーク伯爵 第2代ダンガーヴァン子爵 | リチャード・ボイル 初代バーリントン伯爵 第2代コーク伯爵 第2代ダンガーヴァン子爵 | リチャード・ボイル 初代バーリントン伯爵 第2代コーク伯爵 第2代ダンガーヴァン子爵 | リチャード・ボイル 初代バーリントン伯爵 第2代コーク伯爵 第2代ダンガーヴァン子爵 | |                                              |                                              |                                              |                                              |                                              | エリザベス・クリフォード 第2代クリフォード女男爵                    | エリザベス・クリフォード 第2代クリフォード女男爵                    | エリザベス・クリフォード 第2代クリフォード女男爵                    | エリザベス・クリフォード 第2代クリフォード女男爵                    | エリザベス・クリフォード 第2代クリフォード女男爵                    | エリザベス・クリフォード 第2代クリフォード女男爵                    |  |  |  |  |  |  |  |  |  |  |  |  |  |  |  |  |
|  |  |  |  |  |  |                                                          |                                                          |                                                                                 |                                                                                 |                                                                                 |                                                                                 |                                                                                 |                                                                                 | |                                              |                                              |                                              |                                              |                                              |                                                                     |                                                                     |                                                                     |                                                                     |                                                                     |                                                                     |  |  |  |  |  |  |  |  |  |  |  |  |  |  |  |  |
|  |  |  |  |  |  |                                                          |                                                          |                                                                                 |                                                                                 |                                                                                 |                                                                                 |                                                                                 |                                                                                 | チャールズ・ボイル 第3代ダンガーヴァン子爵 第3代クリフォード男爵                                       |                                              |                                              |                                              |                                              |                                              |                                                                     |                                                                     |                                                                     |                                                                     |                                                                     |                                                                     |  |  |  |  |  |  |  |  |  |  |  |  |  |  |  |  |
|  |  |  |  |  |  |                                                          |                                                          |                                                                                 |                                                                                 |                                                                                 |                                                                                 |                                                                                 |                                                                                 | |                                              |                                              |                                              |                                              |                                              |                                                                     |                                                                     |                                                                     |                                                                     |                                                                     |                                                                     |  |  |  |  |  |  |  |  |  |  |  |  |  |  |  |  |
|  |  |  |  |  |  |                                                          |                                                          |                                                                                 |                                                                                 |                                                                                 |                                                                                 |                                                                                 |                                                                                 | チャールズ・ボイル 第2代バーリントン伯爵 第3代コーク伯爵 第4代ダンガーヴァン子爵 第4代クリフォード男爵 |                                              |                                              |                                              |                                              |                                              |                                                                     |                                                                     |                                                                     |                                                                     |                                                                     |                                                                     |  |  |  |  |  |  |  |  |  |  |  |  |  |  |  |  |
|  |  |  |  |  |  |                                                          |                                                          |                                                                                 |                                                                                 |                                                                                 |                                                                                 |                                                                                 |                                                                                 | |                                              |                                              |                                              |                                              |                                              |                                                                     |                                                                     |                                                                     |                                                                     |                                                                     |                                                                     |  |  |  |  |  |  |  |  |  |  |  |  |  |  |  |  |
|  |  |  |  |  |  |                                                          |                                                          |                                                                                 |                                                                                 |                                                                                 |                                                                                 |                                                                                 |                                                                                 | リチャード・ボイル 第3代バーリントン伯爵 第4代コーク伯爵 第5代ダンガーヴァン子爵 第5代クリフォード男爵 |                                              |                                              |                                              |                                              |                                              |                                                                     |                                                                     |                                                                     |                                                                     |                                                                     |                                                                     |  |  |  |  |  |  |  |  |  |  |  |  |  |  |  |  |
|  |  |  |  |  |  |                                                          |                                                          |                                                                                 |                                                                                 |                                                                                 |                                                                                 |                                                                                 |                                                                                 | |                                              |                                              |                                              |                                              |                                              |                                                                     |                                                                     |                                                                     |                                                                     |                                                                     |                                                                     |  |  |  |  |  |  |  |  |  |  |  |  |  |  |  |  |
|  |  |  |  |  |  | ウィリアム・キャヴェンディッシュ 第4代デヴォンシャー公爵 | ウィリアム・キャヴェンディッシュ 第4代デヴォンシャー公爵 | ウィリアム・キャヴェンディッシュ 第4代デヴォンシャー公爵                        | ウィリアム・キャヴェンディッシュ 第4代デヴォンシャー公爵                        | ウィリアム・キャヴェンディッシュ 第4代デヴォンシャー公爵                        | ウィリアム・キャヴェンディッシュ 第4代デヴォンシャー公爵                        |                                                                                 |                                                                                 | シャーロット・ボイル 第6代クリフォード女男爵                                                           | シャーロット・ボイル 第6代クリフォード女男爵 | シャーロット・ボイル 第6代クリフォード女男爵 | シャーロット・ボイル 第6代クリフォード女男爵 | シャーロット・ボイル 第6代クリフォード女男爵 | シャーロット・ボイル 第6代クリフォード女男爵 |                                                                     |                                                                     |                                                                     |                                                                     |                                                                     |                                                                     |  |  |  |  |  |  |  |  |  |  |  |  |  |  |  |  |
|  |  |  |  |  |  | ウィリアム・キャヴェンディッシュ 第4代デヴォンシャー公爵 | ウィリアム・キャヴェンディッシュ 第4代デヴォンシャー公爵 | ウィリアム・キャヴェンディッシュ 第4代デヴォンシャー公爵                        | ウィリアム・キャヴェンディッシュ 第4代デヴォンシャー公爵                        | ウィリアム・キャヴェンディッシュ 第4代デヴォンシャー公爵                        | ウィリアム・キャヴェンディッシュ 第4代デヴォンシャー公爵                        |                                                                                 |                                                                                 | シャーロット・ボイル 第6代クリフォード女男爵                                                           | シャーロット・ボイル 第6代クリフォード女男爵 | シャーロット・ボイル 第6代クリフォード女男爵 | シャーロット・ボイル 第6代クリフォード女男爵 | シャーロット・ボイル 第6代クリフォード女男爵 | シャーロット・ボイル 第6代クリフォード女男爵 |                                                                     |                                                                     |                                                                     |                                                                     |                                                                     |                                                                     |  |  |  |  |  |  |  |  |  |  |  |  |  |  |  |  |
|  |  |  |  |  |  |                                                          |                                                          |                                                                                 |                                                                                 |                                                                                 |                                                                                 |                                                                                 |                                                                                 | |                                              |                                              |                                              |                                              |                                              |                                                                     |                                                                     |                                                                     |                                                                     |                                                                     |                                                                     |  |  |  |  |  |  |  |  |  |  |  |  |  |  |  |  |
|  |  |  |  |  |  |                                                          |                                                          |                                                                                 |                                                                                 | ウィリアム・キャヴェンディッシュ 第5代デヴォンシャー公爵 第7代クリフォード男爵  |                                                                                 |                                                                                 |                                                                                 | |                                              |                                              |                                              |                                              |                                              |                                                                     |                                                                     |                                                                     |                                                                     |                                                                     |                                                                     |  |  |  |  |  |  |  |  |  |  |  |  |  |  |  |  |
|  |  |  |  |  |  |                                                          |                                                          |                                                                                 |                                                                                 |                                                                                 |                                                                                 |                                                                                 |                                                                                 | |                                              |                                              |                                              |                                              |                                              |                                                                     |                                                                     |                                                                     |                                                                     |                                                                     |                                                                     |  |  |  |  |  |  |  |  |  |  |  |  |  |  |  |  |
|  |  |  |  |  |  |                                                          |                                                          |                                                                                 |                                                                                 | ウィリアム・キャヴェンディッシュ 第6代デヴォンシャー公爵 第8代クリフォード男爵  |                                                                                 |                                                                                 |                                                                                 | |                                              |                                              |                                              |                                              |                                              |                                                                     |                                                                     |                                                                     |                                                                     |                                                                     |                                                                     |  |  |  |  |  |  |  |  |  |  |  |  |  |  |  |  |

## 註釈
1. ↑  第4代カンバーランド伯爵の兄である第3代カンバーランド伯爵ジョージ・クリフォード（英語版）は第13代ドゥ・クリフォード男爵でもあったが、彼の没後ドゥ・クリフォード男爵は娘のアン・クリフォード（英語版）が相続していた。
2. ↑  陞叙・昇叙 (しょうじょ) - 上級の位階を授けられること。
3. ↑  第3代バーリントン伯爵には3人の娘がいたが、長女ドロシーは1742年に17歳で、次女ジュリアンナは1730年に3歳で亡くなっており[1]:77、二人とも子供はいなかった。
4. ↑  議会召集令状によって創設された男爵位は女子や女系も継承できるが娘の間で継承順位が同じため（息子がおらず娘が複数いたときは娘全員が継承順位一位となる）、継承順位一位の人物が一人になるまで誰も爵位を称することができない。この状態は「停止」(abeyance) と呼ばれる。